# Wapen van Terwispel

Wapen van Terwispel

Het wapen van Terwispel is het dorpswapen van het Nederlandse dorp Terwispel, in de Friese gemeente Opsterland. Het wapen werd in 1982 geregistreerd.

## Beschrijving
De blazoenering van het wapen luidt als volgt:
 In zilver een groen St. Antoniuskruis, dat de schildrand raakt, op de T-sprong beladen met een gouden klaverblad, het kruis ter weerszijden vergezeld van drie paalsgewijs geplaatste zwarte turven.
De heraldische kleuren zijn: zilver (zilver), sinopel (groen), goud (goud) en sabel (zwart).

## Symboliek
- T-vormig kruis: staat voor de dorpsnaam Terwispel.[3]
- Klaverblad: verwijzing naar de landbouw.[3]
- Turven: symbool voor de vervening in het gebied.[3]

## Zie ook

Vlag van Terwispel